# Great Lakes Transportation
Great Lakes Transportation LLC (GLT) est un groupe de transport qui regroupe d'autres compagnies ferroviaires ou fluviales répondant aux besoins de l'industrie sidérurgique localisée sur le pourtour des Grands Lacs d'Amérique du Nord.
Anciennement contrôlé par Transtar, Inc., puis par Blackstone Group, GLT fut racheté en 2004 par le Canadien National pour 380 millions de dollars.

## Histoire
Ces compagnies offraient une vaste gamme de services de transport ferroviaire et maritime spécialisés. De plus, certaines d'entre elles possédaient et exploitaient des quais et des installations portuaires modernes de matières en vrac. La Great Lakes Transportation desservait principalement les industries sidérurgiques, minières, chimiques et de services publics, mais elle exerçait aussi d'autres activités complémentaires. Elle était implantée dans tout le centre des États-Unis ; son extension maximale à l'est était constituée par Pittsburgh, Pennsylvanie dans la vallée de la rivière Allegheny, et sa frontière nord était formée par l'Iron Range du Minnesota.
GLT incluait les chemins de fer suivants :
1. Bessemer and Lake Erie Railroad
2. Duluth, Missabe and Iron Range Railway
3. Great Lakes Fleet, Inc.
4. Pittsburgh & Conneaut Dock Company

Great Lakes Fleet exploite actuellement 8 vraquiers d'une longueur de 234 à 306 m.